# Monomorium fugelanum
Monomorium fugelanum is een mierensoort uit de onderfamilie van de Myrmicinae. De wetenschappelijke naam van de soort is voor het eerst geldig gepubliceerd in 1987 door Bolton.